# Platymantis guentheri
Platymantis guentheri är en groddjursart som först beskrevs av George Albert Boulenger 1882.  Platymantis guentheri ingår i släktet Platymantis och familjen Ceratobatrachidae. IUCN kategoriserar arten globalt som sårbar. Inga underarter finns listade i Catalogue of Life.